# 298 a.C.
Il 298 a.C. (CCXCVIII a.C. in numeri romani) è un anno  del III secolo a.C.

## Eventi
- Roma
  - Consoli Lucio Cornelio Scipione Barbato e Gneo Fulvio Massimo Centumalo
  - Etruschi, Celti e Sanniti attaccano contemporaneamente Roma: inizia la terza Guerra Sannitica
- Bindusara succede a suo padre Chandragupta Maurya come imperatore della dinastia Maurya.